# Альштрем, Карл-Густав
Карл-Гу́став Альштре́м (швед. Karl Gustav Altstrőm; 1816—1859) — архитектор, академик архитектуры Императорской Академии художеств. Автор ряда зданий в Петербурге.

## Биография
Шведский подданный; родился 21 октября 1816 года. Учился в Императорской Академии художеств, которую окончил в 1838 году. В 1841 году получил звание свободного художника; в 1846 году был признан «назначенным в академики»; наконец, в 1847 году был избран в академики за программу «Проект публичных бань со всеми удобствами и роскошью».
Строил доходные дома и особняки в Петербурге (1851—1856).
Умер 12 (24) июня 1859 года. Был похоронен на Волковском лютеранском кладбище. Вместе была похоронена Катарина-Елизавета Альштрем, урождённая Георг (21.01.1794—25.04.1875).

## Проекты и постройки
- Доходный дом. Колокольная улица, 13 (1851)[4][5];
- Доходный дом Ф. К. Вебера. Большая Конюшенная улица, 13 (1852—1853)[4][6];
- Доходный дом (надстройка и расширение). Апраксин переулок, 11 (1855)[4][7];
- Доходный дом (перестройка). Казанская улица, 11 (1856)[4][8];
- Доходный дом. Гончарная улица, 16 (1856)[4][9];
- Особняк И. С. Мальцева (левая часть, надстройка). 1-я Красноармейская улица, 6 (1856)[4][10];
- Доходный дом купцов Никитиных. Улица Рылеева, 7 (1856—1857)[4][11].